# Theodora Straková
Theodora Straková, rozená Švehlíková (21. prosince 1915 Vídeň – 27. února 2010 Žernůvka), byla česká historička a muzeoložka se specializací na muzikologii, dlouholetá vedoucí hudebního oddělení Moravského zemského muzea v Brně, mimo jiné badatelka a propagátorka díla Leoše Janáčka.

## Život
Narodila se jako Theodora Švehlíková ve Vídni 21. prosince 1915. Dětství prožila v Polné na Jihlavsku, většinu života však spojila s Brnem. Zde v letech 1927–1935 studovala na gymnáziu a poté navštěvovala přednášky z germánské a románské filologie a hudební vědy na Filozofické fakultě Masarykovy univerzity (FF MU), jež završila v roce 1953 doktorátem. Disertační práci zasvětila tématu Anonymní varhanní tabulatura moravského původu. Později, v roce 1968, získala také vědeckou hodnost kandidátky věd o umění.
Již v roce 1937 začala pracovat jako pomocná vědecká síla v Hudebním archivu Moravského muzea (pozdějším hudebním oddělení Moravského zemského muzea). Když pak po únoru 1948 odešel vedoucí pracoviště Jan Racek na Filozofickou fakultu, nastoupila Straková na jeho místo a hudební oddělení vedla až do dubna 1978. Pod jejím řízením se přestěhovalo do budovy bývalé Janáčkovy varhanické školy a získalo rozsáhlé a kvalitně zpracované sbírkové fondy, jejichž nejcennější součástí se stal archiv Leoše Janáčka.
V roce 1942 si vzala za manžela muzikologa Vincence Straku (1912–1975), který byl zatčen při přepadení Kounicových kolejí nacisty, po roce 1948 byl pro změnu vyloučen z Filozofické fakulty coby „protistátní živel“, byl poslán zprvu do dolů, pro tělesnou slabost posléze převeden na prvrchové práce a nakonec umístěn v účtárně v Rájci-Jestřebí, až v 60. letech se směl vrátit do Brna jako knihovník konzervatoře. Theodora s manželem bydlela ve vilce pod Babím lomem v Lelekovicích severně od Brna.
Hudební oddělení obsahovalo převážně církevní hudbu, která pro tehdejší režim neměla valnou hodnotu, a Straková se coby žačka Vladimíra Helferta a Jana Racka věnovala výzkumu staré chrámové i světské hudby, do popředí jejího badatelského zájmu se ale dostal život a dílo Leoše Janáčka, o jehož propagaci se zasloužila. K jeho dvacátým úmrtinám v roce 1948 spoluorganizovala výstavu, k další výstavě v roce 1958 iniciovala i první mezinárodní konferenci, jež pomohla částečně rehabilitovat Janáčka i pro tehdejší režim. Rovněž janáčkovská výstava v roce 1978 dosáhla celostátního významu.
I po definitivním odchodu do důchodu v roce 1983 zůstala v konstaktu se svým působištěm a pokračovala ve vědecké práci. Kromě autorství deseti katalogů k výstavám přesáhl seznam jejích publikovaných studií 120 položek a více než 30 z nich bylo věnováno Janáčkovi. Pro anglické vydání katalogu Janáčkova díla v Oxfordu roku 1997 připravila kompletní soupis jeho literárních prací a také v roce 2003 připravila spolu s Evou Drlíkovou svoje poslední a nejvěší dílo, jímž byla dvousvazková edice souborného kritického vydání Janáčkova literárního díla.
Byla činná i v organizační, přednáškové či hudebně vzdělávací oblasti, spolupracovala s brněnským rozhlasem. Na počátku 60. let vzniklo její zásluhou Malé divadlo hudby, působící v Brně po dobu dalších tří desetiletí.
V lednu 2008 jí byla udělena Cena města Brna za rok 2007 v oblasti společenských věd. V posledních letech života pobývala v Domově sv. Alžběty v Žernůvce u Tišnova, kde 27. února 2010 zemřela v pokročilém věku 94 let. Poslední rozloučení se uskutečnilo 4. března ve hřbitovní kapli sv. Barbory v Polné.